# Religionsgruppenkonflikte in Pakistan
Konflikte zwischen Religionsgruppen in Pakistan bestehen zwischen den vorherrschenden Sunniten und der schiitischen Minderheit.
Unter denen, denen die Gewalt zwischen den Konfessionen im Land angelastet wird, sind in erster Linie sunnitische Streiter wie Sipah-e-Sahaba und Mitglieder schiitischer militanter  Gruppen wie Tehrik-e-Jafria und andere. Jedoch werden sunnitischen Terrorgruppen häufige Angriffe auf die Minderheit der Schiiten und ihre religiösen Versammlungen angelastet, was zu Racheattacken in Gegenrichtung führt.

## Hintergrund
Nach der Kongressbibliothek, Pew Research Center, Oxford University, dem CIA Factbook und anderen Experten beträgt die Schia in Pakistan 5–25 % der gesamten muslimischen Bevölkerung, während der sunnitische Islam die übrigen 75–95 % umfasst.
Obwohl Schiiten dort eine Minderheit darstellen, hat Pakistan die zahlenmäßig zweitgrößte schiitische Gemeinschaft nach dem Iran. Die gesamte schiitische Bevölkerung in Pakistan zählt ungefähr 50 Millionen bis 60 Millionen laut Vali Nasr. Im globalen Maßstab wird der schiitische Islam von  10–20 % der Muslime insgesamt repräsentiert, während die übrigen 90 % den sunnitischen Islam praktizieren.

### Herrschaft von Zia-ul-Haq
In den frühen Jahren des Konflikts zwischen den Konfessionen stießen extremistische Sunniten mit Ahmadiyyas zusammen, bis letztere 1974 durch eine Verfassungsänderung der Nationalversammlung Pakistans offiziell zu Nichtmuslimen erklärt wurden. Unter der fortgesetzten Regierung des Muhammad Zia-ul-Haq wurde der Konfessionalismus in Pakistan, insbesondere in Karatschi und Südpunjab, ziemlich gewalttätig, da der Prozess der Islamisierung in der pakistanischen Rechtsprechung begann.
Die pakistanische Schulbuchkontroverse manifestierte das massive Zurückdrängen indischer bzw. hinduistischer Einflüsse.
Sozialgesetze, die dem offenen Verkauf des Alkohols, der Vermischung der Geschlechter etc. tolerant gegenübergestanden hatten, wurden durch Zias Gesetze stark eingeschränkt, auch wenn Hardliner gleichermaßen in schiitischen wie sunnitischen Lagern überwiegend für diese Einschränkungen waren. Der Gang der Dinge führte zu Fragen, in welchen sich die sunnitischen und schiitischen Standpunkte unterschieden. In solchen Fällen bevorzugte Zia die sunnitische Interpretation des Islam gegenüber der schiitischen, was eine Kluft zwischen den beiden Gesellschaften bewirkte.

## Finanzierung durch den Iran und arabische Staaten
Die Finanzierung schiitischer Extremisten durch den Iran und sunnitischer Extremisten durch arabische Staaten, insbesondere Saudi-Arabien und GCC-Staaten, verschärfen die Spannungen, was zu gegenseitigen Tit-for-Tat-Angriffen führt.

## Ablauf
Die Gewalt verschlimmerte sich unmittelbar nach dem 11. September und der Entfernung der Taliban aus Afghanistan. 2002 wurden 12 schiitische Hazara-Polizeianwärter in Quetta niedergeschossen. 2003 wurde die Hauptfreitagsmoschee der Schia in Quetta angegriffen, wobei 53 Beter getötet wurden. Am 2. März 2004 wurden mindestens 42 Personen getötet und mehr als 100 verwundet, als eine Prozession der schiitischen Muslime von rivalisierenden sunnitischen Extremisten auf dem Liaquat-Bazaar in Quetta attackiert wurde. Davon getrennt tötete am 7. Oktober 2004 eine Autobombe in Multan 40 Mitglieder einer extremistischen sunnitischen Organisation. 300 Menschen starben 2006.
Jedoch hat es seit dem 11. September insgesamt einen Rückgang der Gewalt gegeben, da Saudi-Geldquellen im Zuge erhöhter Kontrolle saudischer Verbindungen zu Hardline-Extremisten weniger gewillt sind, sunnitische Extremisten zu finanzieren.
Am 29. Dezember 2009 wurden nicht weniger als 40 Schiiten in einem vermutlichen Selbstmordangriff in Karatschi getötet. Der Bomber attackierte eine schiitische Prozession, die zur Aschura stattfand. Seit Juni 2010 war Sipah-e-Sahaba in Karatschi mit der gezielten Tötung von sieben unschuldigen Passanten und Intellektuellen terroristisch aktiv; alle Opfer gehörten der muslimischen Gemeinschaft der Zwölfer-Schia an. Konfessionalistische Ausschreitungen wie auch gezielte Tötung von Ärzten in der Provinzhauptstadt wirkten für das aktuelle demokratische System Pakistans als ein Alarmsignal. Karatschi hatte in den frühen 1980er Jahren ähnliche konfessionalistische Spannung erlebt, als Präsident Zia-ul-Haq an der Macht war. Das Militärregime jener Jahre hatte gewisse Gruppen unterstützt, um seine Herrschaft zu stärken. Karatschi war nach den konfessionalistischen Ausschreitungen einer argen Situation ausgesetzt. Die schiitisch-sunnitischen Zusammenstöße waren nach einem kleinen Vorfall vom selben Stadtteil (i. e. Godra Colony in New Karachi) ausgegangen, und anschließend hatten die Kampfhandlungen die gesamte Stadt in ihrem Griff. Dies hält bis heute an.
Anfang September 2010 wurde von drei separaten Attacken in verschiedenen Teilen Pakistans berichtet. Die erste, bei dem mindestens 35 Schiiten getötet und 160 unbekannte Menschen während einer Prozession verletzt wurden, fand am 1. September in Lahore statt. Über die zweite, bei der mindestens ein Mensch getötet wurde, wurde berichtet, dass sie in Mardan gegen Ahmadiyyas stattgefunden hätte. Die dritte Attacke ereignete sich auch am 3. September, aber in der Stadt Quetta, und tötete während einer anderen Prozession, die zur Solidarität mit Palästinensern aufrief, 56 Menschen.
Am 16. Dezember tötete ein Mörserangriff neun Menschen, darunter Frauen und Kinder, in Hangu, einer Stadt, die ein Brennpunkt konfessionalistischer Zusammenstöße zwischen schiitischen und sunnitischen Gemeinschaften in der Provinz Khyber Pakhtunkhwa (KP), in der Nähe des Stammesgebiets, gewesen ist. Am selben Tag wurde in einem anderen Angriff in Peshawar, der Hauptstadt der Provinz KP, ein Kind getötet und 28 Menschen verwundet, als schiitische Muslime Aschura feierten.